# Miguel Silva Reisinho
Miguel Silva Reisinho (sinh ngày 9 tháng 4 năm 1999) là một cầu thủ bóng đá người Bồ Đào Nha thi đấu cho Vitória Guimarães B ở vị trí tiền vệ.

## Sự nghiệp câu lạc bộ
Vào ngày 13 tháng 8 năm 2017, Reisinho có màn ra mắt cho Vitória Guimarães B trong trận đấu tại LigaPro 2017–18 trước Oliveirense.

## Đời sống cá nhân
His father Miguel Reisinho cũng là một cầu thủ bóng đá.